# Pierre-Luc Landry
Œuvres principales
L'équation du temps (2013)
Les corps extraterrestres (2015) Silence-décomposition. À l'écoute d'une ville (2017)
Pierre-Luc Landry est un auteur, écrivain, éditeur et professeur québécois né en 1984, docteur en création littéraire de l'université Laval.

## Biographie
Pierre-Luc Landry est un membre fondateur de la revue de création et de réflexion littéraire Le Crachoir de Flaubert. Il est professeur adjoint au Département de français de l'Université de Victoria. Il a été éditeur à La Mèche,, à Montréal, de 2014 à 2017. En 2017, il se joint à l'équipe de Triptyque (éditeur), à Montréal, une division du groupe Nota Bene.
Il a siégé de 2017 à 2019 sur le conseil d'administration de l'association Canadian Creative Writers and Writing Programs / Pédagogie et pratiques canadiennes en création littéraire, et de 2016 à 2019 sur le conseil d'administration de Reelout Arts Projects Inc.,. Il a été administrateur pour le Théâtre de la Vieille 17 de 2014 à 2017. En 2018, il est élu au conseil d'administration de l'Union des écrivaines et des écrivains québécois, qu'il quitte en décembre 2022.
Après avoir enseigné au Cégep de l'Outaouais, à l'Université Laval, à l'Université d'Ottawa et au Collège militaire royal du Canada, il se joint en 2019 au corps professoral du Département de français et d'études francophones de l'Université de Victoria.

## Œuvre

### Romans
- 2013 : L'équation du temps, Éditions Druide, Montréal,  (ISBN 978-2-89711-028-4)
  - Finaliste, Prix des lecteurs de Radio-Canada
  - Présélection, Prix littéraire France-Québec
- 2015 : Les corps extraterrestres, Éditions Druide, Montréal,  (ISBN 978-2-89711-217-2)
  - Lauréat, Prix du livre d'Ottawa
  - Traduit en anglais par Arielle Aaronson et Madeleine Stratford : Listening for Jupiter, Montréal, QC Fiction  (ISBN 9781771860987)[11].
  - Lauréat, Expozine Best Book Award

### Essais
- 2017 : Silence-décomposition. À l'écoute d'une ville, avec Stefania Becheanu, Éditions Nota Bene, coll. "Indiscipline", Montréal,  (ISBN 978-2-89518-551-2)[12].
- 2022 : La guerre est dans les mots et il faut les crier, avec Florian Grandena, Triptyque (éditeur), coll. "Queer", Montréal,  (ISBN 978-2-89801-163-4)[13].

### Nouvelles, poèmes et autres textes publiés dans des ouvrages (sélection)
- 2015 : « Ce que l'on voit dans les yeux du monstre », dans le collectif Il n'y a que les fous, (dir. Cassie Bérard), Éditions L'Instant même, Québec,  (ISBN 978-2-89502-366-1)[14]
- 2016 : « Tu dois changer ta vie », dans le collectif Des nouvelles nouvelles de Ta Mère, Les éditions de ta mère, Montréal, 978-2-924670-01-9[15]
- 2017 : « Playlist : tomber amoureux de tous les gars qui existent -- même dans les livres », dans le collectif Pulpe, (dir. Stéphane Dompierre), Québec Amérique, Montréal, 978-2-7644-3375-1[16]
- 2018 : « La révolution sexuelle n’a pas (encore) eu lieu », dans Françoise Stéréo. Anthologie (dir. Valérie Gonthier-Gignac, Catherine Lefrançois, Marie-Michèle Rheault, Laurence Simard et Julie Veillet), Montréal, Moult Éditions, 9782924039229.
- 2021 : « À propos des girafes », dans Se faire éclaté·e. Expériences marginales et écritures de soi (dir. Nicholas Dawson, Pierre-Luc Landry et Karianne Trudeau-Beaunoyer, Montréal, Éditions Nota bene, collection « Indiscipline », 9782895187493.
- 2022 : « En théorie : tentative de nommer la peur et son apaisement au contact des choses vivantes », dans Self-care (dir. Nicholas Dawson), Montréal, Éditions Hamac, 9782925087496.

### Direction d'ouvrages collectifs
- 2016 : Cartographies I : Couronne Sud, La Mèche, Montréal,  (ISBN 9782897070694). Avec des textes de Annie Dulong, Nicholas Dawson, Eric Godin, Guillaume Bourque et Mathieu Leroux[17].
- 2017 : Cartographies II : Couronne Nord, La Mèche, Montréal,  (ISBN 9782897070724). Avec des textes de Marilou Craft, Patrick Isabelle, Mélanie Jannard, Simon-Pier Labelle-Hogue, Catherine Leroux et Mathieu Poulin[18].
- 2020 : QuébeQueer. Le queer dans les productions littéraires, artistiques et médiatiques québécoises, Presses de l'Université de Montréal, Montréal, (978-2-7606-4068-9[19]). Ouvrage co-dirigé avec Isabelle Boisclair et Guillaume Poirier Girard. Avec des contributions de Charline Bataille, Nicole Côté, Domenico A. Beneventi, Marie Darsigny, Isabelle Boisclair, MP Boisvert, Loïc Bourdeau, Étienne Bergeron, Nicholas Giguère, Lora Zepam, Guillaume Poirier Girard, Roxane Nadeau, Robert Schwartzwald, Zishad Lak, Corrie Scott, Alex Noël, Jorge Calderón, Maude Lafleur, Pierre-Luc Landry, Alexandre Baril, Sophie Labelle, Marilou Craft, Marie-Claude Garneau, Sylvie Bérard, Tiger Opal, Tara Chanady, Joyce Baker, Stéphane Girard, Thomas Leblanc, Florian Grandena et Pascal Gagné.
  - Finaliste, Prix Gabrielle-Roy
  - Lauréat, Prix du meilleur livre de l'Association des professeur.e.s de français des universités et des collèges canadiens (APFUCC)
- 2021 : Se faire éclaté·e. Expériences marginales et écritures de soi, Éditions Nota bene, Montréal, (978-2-89518-749-3[20]). Ouvrage co-dirigé avec Nicholas Dawson et Karianne Trudeau Beaunoyer. Avec des textes de Marilou Craft, Nicholas Dawson, Fanie Demeule, Kevin Lambert, Pierre-Luc Landry, Stéphane Martelly, Alex Noël, Karine Rosso, Chloé Savoie-Bernard et Karianne Trudeau Beaunoyer.

### Traductions
- 2017 : "Floorboards", dans Véronique Côté and Steve Gagnon, I Never Talk About It, Montreal, QC Fiction, 9781771861090[21]. Traduction du français (Canada) de la nouvelle « Planchers », parue dans Véronique Côté et Steve Gagnon, Chaque automne j'ai envie de mourir, Québec, Hamac, 2012, 9782894486863[22].

## Prix et récompenses
Son premier roman, L'Équation du temps, a été finaliste au Prix des lecteurs Radio-Canada et a fait partie de la présélection du Prix littéraire France-Québec en 2014.
Son deuxième livre, Les corps extraterrestres, a remporté en 2016 le Prix du livre d'Ottawa. Le jury a formulé les commentaires suivants à propos du roman : «Par une écriture taillée au couteau, une mise en scène complexe et déroutante où le rêve et la réalité s'entremêlent, où les personnages se glissent les uns dans les autres, l'auteur nous entraîne dans un univers hors norme, à la fois étrangement lointain et familier. Une oeuvre originale qui provoque un effet de saisissement pour celui qui accepte de se laisser déranger et dépayser par un propos où l'énigme demeure intacte jusqu'à la fin.» Dans sa traduction anglaise, Listening for Jupiter a fait partie de la présélection du ReLit Award.
En 2018, son texte « Survivre au gouffre du monde. Maude Veilleux et l’absoluité de la littérature », paru dans le numéro 146 de Nuit blanche (revue), a été finaliste aux Prix d'excellence de la SODEP dans la catégorie catégorie texte d'opinion critique.
La même année, aux côtés de Jean-Michel Théroux et de Karianne Trudeau Beaunoyer, son travail de direction littéraire chez Triptyque a été reconnu lors du gala de l'Académie de la vie littéraire en raison de l'excellence du programme de traductions proposé.
En 2021, l'ouvrage collectif QuébeQueer. Le queer dans les productions littéraires, artistiques et médiatiques québécoises, est finaliste au Prix Gabrielle-Roy et lauréat du Prix du meilleur livre de l'Association des professeur.e.s de français des universités et des collèges canadiens (APFUCC).